# Pilgeriella anacardii
Pilgeriella anacardii är en svampart som först beskrevs av Bat., J.L. Bezerra, Castr. & Matta, och fick sitt nu gällande namn av Arx & E. Müll. 1975. Pilgeriella anacardii ingår i släktet Pilgeriella och familjen Parodiopsidaceae.   Inga underarter finns listade i Catalogue of Life.